# Replay Studios
Replay Studios — компания — независимый разработчик компьютерных игр, который создавал компьютерные игры для игровых приставок седьмого поколения и PC, предназначенных для продажи по всему миру. Основана в 2002 году Марком Мёерингом (нем. Marc Moehring) и Сашей Юнгникель (нем. Sascha Jungnickel) в Германии. Разорилась после выпуска Velvet Assasin и в данный момент уже не существует.

## Закрытие
25 августа 2009 компания Atari сообщила о банкротстве Replay Studios. Это стало причиной закрытия серверов игры Crashday.
В декабре 2009 небольшая группа игроков получила программное обеспечение, оборудование и домен для создания нового мастер-сервера. Этот сервер полностью функционален в данный момент, что снова сделало доступными онлайн-режимы Crashday.

## Список игр
- Crashday
- Velvet Assassin
- Survivor
- 1968 Tunnel Rats